# Temelucha nigromaculata
Temelucha nigromaculata là một loài tò vò trong họ Ichneumonidae.